# Keith Traylor
Pour les articles homonymes, voir Traylor.
(en) Statistiques sur pro-football-reference
Byron Keith Traylor (né le 3 septembre 1969 à Little Rock) est un joueur américain de football américain.

## Enfance
Traylor fait ses études à la Malvern High School de Malvern. Il joue dans les équipes de football américain et de basket-ball. En 1985, il exécute pas moins de 231 tacles. Le Arkansas Democrat-Gazette le nomme d'ailleurs joueur de la décennie 1980.

## Carrière

### Université
Traylor signe à l'université d'Oklahoma dans le but de jouer avec les Sooners de l'Oklahoma. Néanmoins, des problèmes scolaires l'obligent à quitter l'université au bout de quatre mois.
Il se tourne vers le Coffeyville Community College, pour jouer avec l'équipe de football américain des Red Ravens. Dès lors, il impressionne par son talent alors qu'il est encore au début de son cursus universitaire. En deux saisons à Coffeyville, il fait 229 tacles, 14 sacks, et 9 interceptions. Il signe, en 1989, avec les Savage Storm de Southeastern Oklahoma State mais n'y reste pas longtemps.
Il rejoint finalement les Bronchos de Central Oklahoma. Avec sa nouvelle équipe, il poste 146 tacles, cinq sacks, deux interceptions, trois provocations de fumble et deux récupérés.

### Professionnel
Keith Traylor est sélectionné au troisième tour du draft de la NFL de 1991 par les Broncos de Denver au soixante-et-unième choix. Il joue deux saisons à Denver comme defensive tackle remplaçant et ne joue que cinq matchs comme titulaire en deux ans.
Le 19 juillet 1993, il signe avec les Raiders de Los Angeles et n'y reste qu'un mois avant d'être libéré. Le 14 septembre, il est appelé chez les Packers de Green Bay et entre au cours de cinq matchs avant que son contrat soit résilié le 9 novembre.
Plus tard, le 5 janvier 1994, il signe avec les Chiefs de Kansas City. Néanmoins, il ne peut jouer le premier tour des playoffs et est libéré une semaine après. En mai 1994, il revient pour participer au camp d'entraînement de Kansas City. Il est conservé jusqu'au 28 août, où il n'est pas retenu dans l'équipe pour la saison 1994. Traylor passe cette saison sans équipe. Le 28 février 1995, il signe, de nouveau, un contrat avec les Chiefs qui l'envoie en World League of American Football (renommé plus tard NFL Europa) pour jouer avec les Dragons de Barcelone. Avec l'équipe espagnole, il est titulaire trois fois sur les huit matchs de la saison. Retenu pour la saison 1995, il officie surtout dans un rôle de remplaçant. En 1996, Traylor reste à ce poste de second choix mais parvient à se montrer lors de quelques matchs. Contre les Raiders d'Oakland, il bloque un field goal de Cole Ford ; à Monday Night Football, contre les Steelers de Pittsburgh, il effectue six tacles.
En 1997, Traylor retourne chez les Broncos de Denver. Il obtient le poste de defensive tackle titulaire et va être le joueur de la ligne défensive des Broncos à faire le plus de tacle de la saison. Lors de ce même exercice, il intercepte une passe de Todd Collins (en) contre les Bills de Buffalo (la première de sa carrière) et la retourne en touchdown de soixante-deux yards. Il est un homme important de la défense de Denver lors de son parcours en playoffs qui s'achève par la victoire au Super Bowl XXXII contre Green Bay. L'année suivante, il reste un des éléments majeurs de l'équipe, qui remporte, pour la deuxième année consécutive, le Super Bowl.
Après la saison 2000, Denver ne désire pas proposer de nouveau contrat à Keith. Celui-ci signe donc avec les Bears de Chicago. Lors de sa première saison avec sa nouvelle équipe, Chicago finit deuxième meilleure défense du championnat. La défense se compose alors de joueur comme Traylor, Ted Washington ou encore Brian Urlacher. Il intercepte la seconde passe de sa carrière, contre les Jaguars de Jacksonville, une passe de Mark Brunell. Après une saison 2002 où il est titulaire à chaque reprise, il ne joue pas six matchs lors de la saison 2003 à cause de blessure.
Traylor signe avec les Patriots de la Nouvelle-Angleterre. Du fait que le numéro #94 était déjà porté, à savoir par Ty Warren, il reçoit le numéro #98. Pour cette saison, il doit s'habituer à jouer comme nose tackle, variante du poste de defensive tackle.
En 2005, l'entraîneur des Dolphins de Miami, Nick Saban, appelle Traylor pour faire partie de son équipe. En effet, l'entraîneur désire jouer sur un schéma défensif 3-4 et a besoin d'un nose tackle. Il rate trois matchs de la saison, notamment pour subir une intervention chirurgicale au genou. La saison suivante, Keith ne joue pas le dernier match de la saison régulière à cause d'une nouvelle blessure au genou. Après la saison 2006, le contrat de Traylor expire et se retrouve sans équipe. Étonnement, il signe un nouveau contrat chez les Dolphins, le 8 mars 2007, d'une durée de deux ans. Il fait la saison 2008 comme titulaire, la dernière de sa carrière professionnelle. En effet, le 11 février 2008, son contrat est résilié.

## Palmarès
- Joueur de l'Arkansas de la décennie 1980 selon Arkansas Democrat-Gazette (niveau lycée)
- Mention honorable All-American 1987 (niveau college)
- Équipe All-American 1988 (niveau college)
- Équipe de la Lone Star Conference 1990
- Équipe (ou Top 75) du 75e anniversaire de la Lone Star Conference